# Margaret J. Winkler
Margaret J. Winkler (o M. J. Winkler) fue una productora y distribuidora de cine estadounidense. Fue una de las figuras claves en la historia de la animación muda, teniendo un rol crucial en las historias de Max y Dave Fleischer, Pat Sullivan, Otto Messmer y Walt Disney. Fue además la primera mujer en producir y distribuir películas animadas.

## Biografía
Winkler comenzó su carrera como secretaria personal de Harry M. Warner, uno de los fundadores de Warner Brothers. Durante la época muda, Warner Brothers se dedicaba exclusivamente a la distribución de películas, y Harry Warner era el hombre que hacía los tratos. En 1917, Warner Brothers comenzó a distribuir dibujos animados con los derechos del estado de Mutt and Jeff en Nueva York y Nueva Jersey. Warner se impresionó con el talento de Winkler, y cuando Max y Dave Fleischer (dueños de Out of the Inkwell Films) le llevaron su serie Out of the Inkwell, se la dio a Winkler y la ayudó a crear su propia compañía distribuidora, Winkler Productions, sobre la base de derechos del estado. En 1922, obtuvo de Pat Sullivan (de Pat Sullivan Productions) los derechos del gato Félix. Este hecho la consolidó como una de las mejores distribuidoras de animación en el mundo. A final de ese año los Fleischer, enardecidos por el éxito de Winkler, la dejaron para crear su propia compañía distribuidora, Red Seal Pictures.
Aunque la ayudó en su negocio, Pat Sullivan pronto se convirtió en una pesadilla para Winkler. Los dos discutían con frecuencia. En septiembre de 1923 llegó la renovación de su contrato, y sus demandas poco realistas significaron que Winkler Pictures tuvo que sobrevivir sin su mayor estrella.  Entonces, Winkler se interesó por un trabajo piloto del animador Walt Disney titulado "Alice's Wonderland". Winkler estaba intrigada con la idea de usar imágenes de una niña real en un mundo de dibujos animados, por lo que firmó un contrato de un año con Disney a pesar de que el estudio que hizo el dibujo animado, Laugh-O-Gram Films, estuviera en bancarrota. Disney creó un estudio nuevo, Disney Brothers (el primer estudio de animación en Hollywood, que pronto cambió su nombre a Walt Disney Studio) y fue capaz de cumplir los términos del contrato bajo la tutela de Winkler, quien había insistido en editar todo Alice Comedies por sí misma. Una de las sugerencias fue incluir un personaje parecido al gato Félix llamado Julius. Esta fue probablemente la gota que hizo rebosar el vaso, por lo que Pat Sullivan firmó un contrato con la distribuidora rival Educational Pictures en 1925.
En 1924, Margaret contrajo matrimonio con otro distribuidor, Charles B. Mintz, quien había trabajado para ella desde 1922. Luego de tener su primer hijo y de haberse retirado del negocio, le entregó la compañía a Mintz.